# センコン物流
センコン物流株式会社（センコンぶつりゅう）は、宮城県名取市に本社を置く、運送会社である。

## 沿革
- 1959年10月 - 宮城県仙台市太白区で株式会社仙台梱包運搬社として会社設立。資本金100万円。
- 1972年12月 - 本社を名取市に移転。
- 1994年3月 - 資本金1億1,000万円に増資。
- 1995年9月 - 資本金5億1,750万円に増資。
- 1996年4月 - 現在の社名に変更。
- 1996年8月 - 株式を店頭登録（現在のJASDAQ）。資本金11億7,900万円に増資。
- 2007年12月 -　日立物流と資本・業務提携し、資本金12億6,273万6,500円となる。
- 2008年7月 - 仙台市青葉区に仙台本社開設。（本店登記は名取本社のまま）
- 2011年8月 - 日本梱包運輸倉庫よりJ-NET市場における自己株式取得取引により、日立物流が第2位株主となる。
- 2014年 - 農業事業に参入[2]。
- 2015年
  - 6月 - ロシア沿海州ウラジオストクに日本製の食品や雑貨を販売する直営店を開設[3]。
  - 9月 - 山形県尾花沢市に農業生産法人「Ｆプロディック」を設立[4]。
- 2018年7月 - マカオに日本食レストラン「和食仙台」を開業[5]。

## 関係会社

### 連結子会社
- 株式会社ホンダカーズ埼玉西
- 株式会社センコンエンタープライズ
- その他4社

### 持分法適用関連会社
- 株式会社ウッドプラスチックテクノロジー